# (111558) Barrett
(111558) Barrett est un astéroïde de la ceinture principale.

## Description
(111558) Barrett est un astéroïde de la ceinture principale. Il fut découvert le 6 janvier 2002 à Desert Moon par Berton L. Stevens. Il présente une orbite caractérisée par un demi-grand axe de 3,13 UA, une excentricité de 0,05 et une inclinaison de 11,4° par rapport à l'écliptique.

## Compléments